# Палацо Медичи-Рикарди
Палàцо „Мèдичи-Рикàрди“ (на италиански: Palazzo Medici Riccardi) е ренесансов дворец във Флоренция, Италия, построен между 1444 и 1460 г. Понастоящем е седалище на Метрополния съвет на Флоренция и музей.

## История

### Дворецът на Козимо Стари
Дворецът е дело на архитекта Микелоцо, поръчан му от патриарха на богатството на Медичите – Козимо Стари. Първоначално Козимо моли Филипо Брунелески за проект, но тъй като е добър политик, го отхвърля поради твърде голямото му великолепие, което със сигурност би събудило завистта на неговите съграждани (Джорджо Вазари съобщава, че проектът е твърде разкошен и великолепен, макар че твърденията му не намират други потвърждения за действителното съществуване на този проект). От друга страна скрупулите на Козимо не са неоснователни, предвид факта че само десет години по-рано, поради обвинението в тирания от политическите му опоненти, той е затворен в Палацо Векио и после пратен в изгнание във Венето, откъдето обаче е отзован във Флоренция за голямо негово удовлетворение от народното признание към него.
Така Козимо Стари възлага делото на Микелоцо – също толкова валиден, но по-дискретен архитект. Той построява дворец във формата на куб с внушителен, но трезв и строг външен вид (1444 - 1452 или 1460 г.), около централен квадратен двор с коринтски колони, вдъхновен отчасти от възстановяването на класически елементи от Леон Батиста Алберти в почти съвременната конструкция на Палацо Ручелай. Въпреки това именно дворецът на Медичите установява един от моделите на ренесансовата градска архитектура във Флоренция и извън нея. Пример за производна на него сграда е Палацо Строци.

### Златният век на Лоренцо Великолепни
В края на XV век големите колекции на изкуството на Медичите се съхраняват в двореца, като Давид на Донатело, изложен в двора, или трите картини на Паоло Учело за битката за Сан Романо, които украсяват спалнята на Лоренцо Великолепни, а също и творби на Сандро Ботичели, Андреа дел Верокио, Антонио дел Полайоло, Доменико Гирландайо, колекции от скъпоценни камъни, камеи и вази от твърди камъни и планински кристал и др.
В големия парк от северната страна на двореца – т. нар. Градина на Сан Марко,  закупен от съпругата на Лоренцо, Клариса Орсини, са поставени класическите скулптури, закупени предимно в Рим; под ръководството на скулптора Бертолдо е създаден предшественик на една истинска Академия на изящните изкуства за първи път в Европа, където младите художници могат да копират и изучават класически модели и да учат художествени техники. Най-важният от тях е Микеланджело Буонароти, както свидетелства Вазари в Живоотописанията си.
Често младите художници гостуват в двореца на Лоренцо Великолепни, като например Микеланджело, който изживява юношеството си там. Освен това голяма културна дълбочина се дава от честото присъствие на неоплатонисткия кръг от флорентински хуманисти, включително философа Джовани Пико дела Мирандола и поета Анджело Полициано. Така в сградата се създава широка културна среда, благоприятстваща развитието на ренесансовата мисъл и изкуство.

### Чинкуеченто (XVI век)
Със смъртта на Лоренцо Великолепни през 1492 г. завършва една цяла епоха за целия град. Флорентинците, подстрекавани от проповедите на Джироламо Савонарола, който гърми срещу похотливите, показно разкошни и неоезически обичаи на града, са подтикнати да се разбунтуват. Те разграбват двореца през 1494 г., като конфискуват съкровището на Медичите, съставена от злато, бижута и безценни произведения на изкуството.  Поводът възниква от страхливото поведение на сина на Лоренцо, Пиеро II Злочестия, по случай преминаването на армията на френския крал Шарл VIII, комуто той отваря широко вратите на флорентинските територии и чиито обувки, според летописците, най-враждебни на Медичите, той дори целува в знак на подчинение.
След т. нар. „второ прогонване на Медичите“ (след първото на Козимо Стари) бронзовата скулптура на Юдит и Олоферн от Донатело, дотогава украсявала фонтан в градината на двореца, е преместена на Пиаца дела Синьория, за да символизира поражението на тиранията от страна на народа. Подобна съдба сполетява и Давид, също от Донатело, който се озовава в Палацо Векио (а днес се съхранява в музея Барджело). По-лоша съдба сполетява други активи, които са обявени на търг в Орсанмикеле. Все пак съкровището остава до голяма степен във Флоренция и е най-вече събрано отново от наследниците на Медичите три години по-късно, благодарение на помощта на испанските войски, кардинал Джовани (бъдещ папа Лъв X), син на Лоренцо Великолепни, и кардинал Джулио (бъдещ папа Климент VII), син на брата на Лоренцо, Джулиано.
Сред ремонтите на сградата от този период са големите прозорци на приземния етаж, когато оригиналната лоджия близо до пътя е елиминирана, печелейки едновременно пространство и безопасност на сградата. Прозорците са снабдени с триъгълен тимпан и подпорна плоча, поставени върху много подчертани рафтове, поради което поради формата си се наричат „коленичили“ и се приписват на Микеланджело (1517 г.) и представляват прототип за много други творения. В двора на двореца е поставена скулптурата Орфей и Цербер на Бачо Бандинели и все още може да се види днес.
Новината за разграбването на Рим, което поставя в затруднение тогавашната преобладаваща фигура на Медичите, папа Климент VII (Джулио де Медичи), води до последното прогонване на семейството от града и до ново разграбване на двореца (1527 г.). Възстановяването на града е последвано от известната обсада на Флоренция през 1530 г., в края на която последните потомци на основния клон на фамилията се завръщат в двореца. Но кръстосаното убийство на херцог Алесандро де Медичи и братовчед му Лоренцино (известен като Лоренцачо) довежда на власт един дотогава второстепенен клон на фамилията, т. нар. Пополано: Козимо I се издига до херцогската титла и се премества с съпругата си Елеонора ди Толедо в Палацо Векио (1540 г.), оставяйки на кадетските потомци на семейството двореца на ул. „Ларга“ (днешна ул. „Кавур“), лишен от каквато и да е представителна функция.

### Рикарди
След различни промени в собствеността сред членовете на семейство Медичи в средата на XVII век дворецът се връща на великия херцог Фердинандо II. Той живее в разкошния дворец Пити и решава да продаде остарелия и древен семеен дворец на богаташкото семейство банкери Рикарди, които са оказали важни политически услуги на великия херцог и поради тази причина са получили от него титлата „маркиз“. Така верният маркиз Габриело Рикарди купува двореца за сумата от 40 хил. скуди, който оттогава променя името си (1659 г.).
През 1669 г. там се състои световната премиера на „Завръщането на Одисей“ на Якопо Мелани, а през 1670 г. – на „Еней в Италия“, отново от Мелани.
До края на XVIII век Рикарди извършват множество трансформации, като същевременно запазват външната морфология и стил от XV век като форма на уважение към проекта на Микелоцо, както и към авторитетните бивши собственици. Сградата е удвоена по размер, губейки оригиналната си кубична форма, а върху новата фасада на ул. „Ларга“ е запазен стилът на старата част.
Започвайки от приземния етаж, се влиза в лоджията, която е украсена от Антон Франческо Андреоци с щукатура от пути – материал, който е много популярен във Флоренция през онези години и който характеризира Флорентинския барок.
Галерията на първия етаж е построена през 1685 г., която, въпреки че не е изключителна по размер, е един от най-значимите и атрактивни резултати на Флорентинския барок. Украсена с позлатени щукатури и рисувани огледала, и снабдена с големи и светли прозорци от южната страна, тя е известна преди всичко с големия рисуван свод, дело на Лука Джордано. Неаполитанският художник, наречен Luca fa presto (Лука Бързоправещия) заради бързината си на изпълнение, е в града за фреските в Параклис Корсини в църквата Санта Мария дел Кармине и скоро получава новата поръчка. Апотеозът на семейство Медичи, защитници и благодетели на Рикарди, е представен на свода на галерията. В този случай зрителят е поразен от играта на перспективата и изтънчените нюанси на яркостта, съобразени с гледната точка и със светлината на галерията посред бял ден, които дават изключителни илюзионистични ефекти.
В галерията на приземния етаж на същата сграда може да се видят някои ластари, взети от сводовете на Пиетро да Кортона в Палацо Пити в Сала дей Пианети и от Волтерано (Балдасаре Франческини) за стаята на Виоланта дела Ровере. В тези групи Фоджини вмъква черупки и листа, които по-късно ще бъдат намерени в съседната библиотека, в Камерино на Виоланта в Палацо Пити и в параклиса Ферони в базиликата „Сантисима Анунциата“.
Създадена е и Библиотека Рикардиана като седалище на ценните колекции от книги на семейството в новото крило, и тя също е изрисувана на тавана на основната зала от Лука Джордано. Интериорът също е реорганизиран с повдигнати тавани и декорирани стаи. Създадено е голямото стълбище (проектирано от Джован Батиста Фоджини), което води от оригиналния двор от Микелоцо до Параклиса на влъхвите (отклонен за случая, за да бъде спасен от разрушаване) и до частните домове на първия етаж.
Част от колекцията от антики на Рикарди (статуи, бюстове, релефи и фрагменти от каменни надписи) са поставени в причудливи барокови рамки в двора. В градината, срещу задната стена, рамкирана от голяма арка, може да се види фонтан, съставен от мраморна статуя, която гледа към полукръгъл басейн. Главата на маркиз Франческо Рикарди е присадена върху тази древна безглава скулптура - може би на Херкулес по време на ремонтните дейности на сградата, като по този начин оставя на потомството чертите, увековечени в много по-внушителните черти на известния герой от древногръцката митология.
Доста интересна е залата, която сега се нарича Префето (затворена за обществеността), която е била последната украсена в края на XVIII век с изображения на архитектурни капризи и гротескни фрески.
Семейство Рикарди живее в сградата около два века и то е известно като едно от най-богатите и влиятелни семейства във Флоренция по онова време. Куриоз на сградата е малката тайна стаичка от XVII век, разположена в мецанина между първия и втория етаж, недостъпна за обществеността. Тя е извадена на бял свят едва по време на кампанията за метрични проучвания на сградата, проведена през 1988 – 1989 г. и е изцяло  покрита с фрески с архитектурни елементи в тромп-л'ьой. Намира се в старата част и е създадена над единствения неповдигнат таван на приемните на първия етаж; по неизвестни причини е забравена поне 170 години, откакто сградата е продадена от Рикарди.

### XIX и XX век: публична администрация
През 1810 г. потомците на семейство Рикарди са обременени от все по-голямата икономическа нестабилност. Тъй като дворецът вече е твърде голям и скъп за техните нужди, той е продаден на правителството на Велико херцогство Тоскана. Лотарингите поставят  някои административни служби и щаба на градската гвардия там. По-късно сградата става държавна собственост с национално обединение.
През 1839 г. се ражда Библиотека Морениана, кръстена на каноника Доменико Морени, който притежава огромна колекция от книги. Тази колекция е почти изцяло спасена от служителя на Академия дела Круска Пиетро Бигаци, който я купува, като по този начин избягва нейното разпръскване. Тя е присъединена към Библиотеката Рикардиана, но остава институционално различна от нея, дотолкова че днес продължава да се управлява от провинцията, докато Рикардиана се управлява от Италианската държава.
В краткия период на Флоренция като столица в сградата се помещава Министерството на вътрешните работи на Кралство Италия (1865 г.).
През 1874 г. сградата е закупена от Провинция Флоренция, която все още притежава комплекса, заедно с Префектурата. През XIX век са извършени някои модернизационни работи по сградата, понякога много спорни, като например изграждането на стоманен навес в градината, където се намират офисите на Телеграфната администрация.
От 1911 до 1929 г. са извършени важни реставрационни дейности, за да се освободи сградата от надстройките, наложени от административното използване през последните четиридесет години. Направен е опит да се възстанови, доколкото е възможно, оригиналната структура, без обаче да се докосват повече от приличните допълнения от XVII и XVIII век. Например е премахнат стоманеният навес и е пресъздадена градината от XVII век, на бял свят са извадени някои оригинални колони, покрити със зидария, а в приземния етаж е създаден музей на иконографията на Медичите, който вече не съществува.
Важно историческо събитие се състои в двореца на 11 август 1944 г., когато Тосканският комитет за национално освобождение поема поста там след освобождението на Флоренция от нацистко-фашистко иго. Още на следващия ден Провинциалната депутация, назначена от самата CTLN, провежда първото си заседание за административното управление на града. В памет на този исторически период днес в малка част от сградата се помещава Архивът на италианската съпротива.

## Бившият музей на Медичите и съвременната епоха
Създаването на музея в двореца датира от 1939 г. като дело на Провинция Флоренция, като първият Музей на иконографията на Медичите е разположен в някои зали на приземния етаж. Роден в историческия период на фашизма, той илюстрира историята на Медичите с доста празнична обстановка, сякаш за да използва славата на миналото като средство за политическа пропаганда (малко като това, което се случва с руините на императорския Рим) и с изложбата на спомени, реликви и дори реликви на най-известните членове на семейството (като погребалната маска и зъбите на Лоренцо Великолепни и окървавената дреха на брат му Джулиано, носена по време на Заговора на Паци).
От току-що освободения дворец „Медичи Рикарди“ Тосканският комитет за национално освобождение провъзгласява общото въстание на Тоскана срещу германо-нацистко-фашистките окупатори на 11 август 1944 г. в името на тосканския народ.
Наводнението от 1966 г. нанася сериозни щети на експозицията, която е демонтирана за наложителните реставрации, но в края на работите вече не се смята за необходимо да се реставрира старият музей. Впоследствие от 1972 г. тези зали на приземния етаж се използват за временни изложби с входна такса, както е и до днес. Параклисът на Беноцо Гоцоли може да се посещава безплатно само от учени, докато някои монументални зали са отворени за обществеността по желание. Дворовете са използвани предимно като паркинг за автомобили.
През 1992 г. е решено Параклисът на влъхвите да бъде отворен за обществеността срещу заплащане, с необходимите предпазни мерки, като например налагането на максимален брой от 10-15 посетители на всеки четвърт час, от съображения за защита.
От 2000 г. насам се провежда важна реформа на музея: входът и билетната каса са преместени в крилото на Рикарди и главният вход, който води към двора на Микелоцо, е затворен (с премахване на паркинга). Въведен е единичен билет за посещение на цялата сграда: Параклис на влъхвите, зали на първия етаж, дворове, градина и временни изложби.
Провинциалните офиси сега са сведени до минимум и сградата се използва най-вече само като седалище на Метрополния съвет и като резиденция на префекта, който трябва да живее там постоянно, и за някои други представителни зали, като например кабинета на Президента на републиката, който се използва по повод посещението му в града.
Също през 2000 г. е създадена мултимедийна инсталация, която да подготви посетителите за посещение на Параклиса на влъхвите с информация на различни езици за стенописите. Някои произведения от находищата като скулптури и древен лапидарен материал довеждат до създаването на Музей на римските мрамори в района на мазетата под двора. През 2018 г. с проекта P&M Architecture подземните помещения – бивши конюшни на Медичите и след това изби на Рикарди, придобиват ново и авторитетно достойнство, като съчетават съвременната архитектура със свидетелствата от миналото.

## Описание
Сградата е била и е разположена на стратегическо място на кръстопътя между ул. „Ларга“ (днешна ул. „Кавур“) и ул. „де Гори“, много близо до църквите, защитени от сем. Медичи (Сан Лоренцо и Сан Марко) и катедралата. Поради тази причина целият район се нарича „Квартал на Медичите".
Микелоцо черпи от класическата строгост на Брунелески, за да пречисти и обогати флорентинската традиция на готическия стил. Формата на оригиналната сграда е почти кубична, с централен двор, от който портал позволява достъп до градината, заобиколена от високи стени.

### Фасада
Фасадата е шедьовър на трезвеността и елегантността, въпреки че има „изключителни" характеристики като използването на рустика, която през Средновековието обикновено е била запазена за обществени сгради, където е имало седалище на градската управа. Поради това екстериорът е разделен на три регистъра, отделени от пояси със зъбци от издатината, издигаща се към горните етажи. Напротив, рустиката е степенувана така, че да бъде много изпъкнала на приземния етаж, по-плоска на първия етаж и характеризираща се с гладки плочи и едва украсени с ивици на втория, като по този начин подчертава намаляването на обемите нагоре и хоризонталния вървеж на обемите.
На приземния етаж е имало ъглов портик (зазидан през 1517 г.); на последния етаж, вместо корниз с резбовани конзоли е имало зъбери, които са подчертавали военния му характер. По дължината на източната и южната страна минава улична пейка, висок каменен цокъл, който е служел от практически и естетически съображения.
Двусводестите прозорци учленяват периодично фасадата, рамкирана от кръгла арка с медальон в центъра с герба на Медичите и розетки. Прозорците са леко диференцирани от етаж до етаж, с по-широки рамки в горната част, за да балансират по-ниската височина на пода. Ефектът обаче е да се подчертае белетажа.
Щифтовете от пиетрафорте  на приземния етаж, най-изпъкналите, имат гравирани малки кръгове и други символи, които са оставени от каменоделците, за да разпознаят пригодността на камъните за дизайна на определена сграда. Пиетрафорте е финозърнест пясъчник с карбонатен цимент и традиционен флорентински строителен камък, използван поне от XI век в граждански и религиозни сгради, а също и за настилка.

### Двор
Забележително изследване на декоративна хармония и разнообразие е налице и в двора, създаден, за да предложи ефект на симетрия, който всъщност не съществува. Първият регистър се състои от портик с колони с гладко тяло и композитни капители, и е завършен от висок фриз с медальони, съдържащи гербовете на Медичите с различни форми и митологични изображения (приписвани на Бертолдо ди Джовани). Колоните са свързани с фрески на фестони (днес резултат от пребоядисване) от Мазо ди Бартоломео.
Вторият ред, с пълна зидария, се характеризира с двусводести прозорци, подравнени с арките на портика, които взимат формата на външните прозорци, с прорязан фриз отгоре. Последният регистър има лоджия с архитрав с йонийски колони, подравнена с линиите на портика.
Декорацията като цяло е почерпена от класическия репертоар и е съставена с фантазия и вкус към „замърсяване“. Изчистена перспективна игра се открива в ъгловите колони, където има най-голямо структурно натоварване, и те са малко по-ниски от останалите. Въпреки това ъгловият конфликт кара прозорците отстрани да са по-близо един до друг от останалите – нередност, която други по-късни архитекти ще се опитат да разрешат по различен начин.

### Интериорна декорация
Дворецът е богат на декорации. Частният параклис, известен като Параклис на влъхвите, е шедьовър благодарение на стенописите на флорентинеца Беноцо Гоцоли, ученик на Фра Анджелико, поръчан от Пиеро Подагрения, който пряко ръководи планирането и развитието на работите. Това малко пространство е частен семеен параклис и е построено през 1459 г. Ездата на влъхвите е изобразена на трите основни стени – религиозна тема, която служи като претекст за представяне на цяла поредица от семейни портрети и политически фигури от онова време, които официално са дошли във Флоренция по покана на Медичите, представени като честване на политическите завоевания на семейството. Сред изобразените герои са младият Лоренцо Великолепни, баща му Пиеро Подагреният и главата на семейството Козимо Стари. На олтара днес се намира копие от края на XV век на оригиналното Рождество Христово от Филипо Липи, което сега се съхранява в Берлин.
- Приземен етаж
- Градина
- Двор на мулетата
- Коридор на бележитите хора
- Зала
- Коридор на каруците
- Останки от „коленичили“ прозорци
- Герб на сем. Рикарди

- Първи етаж
- Салон на Карл VIII
- Президентска спалня
- Зала на гоблените
- Зала на барелефите
- Зала на Триумфа на изкуствата
- Параклис на влъхвите
- Лука дела Робия – Свод на кабинета на Пиеро де Медичи

## Бивши произведения на изкуството от двореца
- Фра Анджелико и Филипо Липи, Поклонението на влъхвите, нар. Тондо Кук, сега в Националната галерия във Вашингтон
- Донатело, Давид, сега в Национален музей „Барджело“
- Донатело, Юдит и Олоферн, сега в Палацо Векио
- Донатело, „Предаване на ключовете“, сега в музея „Виктория и Албърт“, Лондон
- Донатело, Банкетът на Ирод, сега в Музея на изящните изкуства в Лил
- Работилница на Донатело, Крилат момък, сега в музея Метрополитън в Ню Йорк
- Сандро Ботичели, Палада и кентавърът, сега в Уфици
- Сандро Ботичели, Пролет, сега в Уфици
- Филипо Липи, Поклонението пред Младенеца, днес в Берлинската картинна галерия
- Филипо Липи, Каещият се свети Йероним, сега в музея Линденау в Алтенбург
- Филипо Липи, Благовещение, сега в Национална галерия, Лондон
- Филипо Липи, Седем светии, сега в Национална галерия, Лондон
- Паоло Учело, Битката за Сан Романо, три панела, сега в Уфици, Лувъра и Националната галерия в Лондон
- Доменико Венециано, Поклонението на влъхвите, сега в Берлинска картинна галерия

- Фра Анджелико, Поклонението на влъхвите
- Донатело, Давид
- Донатело, Юдит и Олоферн
- Донатело, Връчването на ключовете
- Донатело, Банкетът на Херод
- Работилница на Донатело, Крилат момък
- Ботичели, Палада и кентавърът
- Ботичели, Пролет
- Филипо Липи, Поклонението пред Младенеца
- Филипо Липи, Каещият се свети Йероним
- Филипо Липи, Благовещение
- Филипо Липи, Седем светии
- Паоло Учело, Битката при Сан Романо
- Доменико Венециано, Поклонението на влъхвите